# معركة السليمانية (1991)
كانت معركة السليمانية في كردستان العراق واحدة من أكبر المعارك خلال انتفاضة الشعب العراقي عام 1991. فقد كانت السليمانية، وهي مدينة كردية يبلغ عدد سكانها أكثر من 100 ألف نسمة، أول مدينة عراقية استولى عليها المتمردون الأكراد وآخر مدينة استعادتها الحكومة العراقية. وتمكنت القوات الكردية من استعادة المدينة بعد أن شنت قوات البيشمركة هجومًا جديدًا في يوليو 1991.

## خلفية تاريخية
منذ انتهاء اتفاقية الحكم الذاتي عام 1974، خاض الأكراد صراعًا مسلحًا ضد نظام الرئيس العراقي صدام حسين. بعد حرب الخليج الثانية، لحقت أضرار جسيمة بالجيش العراقي، فاندلعت انتفاضة شعب جنوب العراق. وسيطرت الميليشيات الكردية على رانية بدعم من السكان المحليين، وانضم عدد كبير من قوات الميليشيات إلى قوات البيشمركة في كويسنجق والسليمانية وحلبجة وعربت وأربيل ودهوك وزاخو وكركوك.

## الانتفاضة

### هجوم البشمركة
بدأت الانتفاضة في 7 مارس عندما دخلت قوات البشمركة المسلحة بأسلحة خفيفة إلى المدينة وطَردت القوات الحكومية. انضم إلى البشمركة مدنيون محليون، الذين نزلوا إلى الشوارع وساعدوا البشمركة في شن هجوم جماعي على جميع المباني الحكومية ومراكز الاحتجاز، مما أدى إلى تحرير مئات السجناء السياسيين.
كانت آخر وأكبر نقطة مقاومة من قبل قوات الأمن العراقية هي مديرية الأمن المحصنة بشدة. قاتلت قوات البعثيين الأكراد لأكثر من ساعتين، وبعد ذلك دخل البشمركة الأكراد والمتظاهرون المبنى؛ وبحلول 8 مارس، أصبحت المدينة بأكملها تحت سيطرة البشمركة الكرديه. تم قتل العديد من البعثيين الأسرى من قبل الحشود الغاضبة؛ بينما تم حرق آخرين أو تقطيعهم إربًا إربًا بالمناشير. وفقًا لمنظمة هيومن رايتس ووتش، قُتل ما يقدر بنحو 700 من أفراد الأمن البعثيين في عمليات إعدام من قبل الشعب، ولكن تم العفو عن معظم الجنود النظاميين وسمح لهم بالعودة إلى ديارهم.

### الهجوم المضاد للحكومة
بعد هزيمة المتمردين في الجنوب وسقوط جميع المدن الجنوبية في أيدي قوات الأمن العراقية، اتجهت الحكومة العراقية للشمال، حيث نشرت طائرات ومدفعية ثقيلة ودبابات لمواجهة البشمركة. مع نقص الغذاء وغياب الدعم الدولي، كان البشمركة أقل عددًا وأضعف تسليحًا، حيث كان أكثر من ثلاثة أرباع الجيش العراقي متمركزًا في ضواحي السليمانية و20 ألفًا من البشمركة يحمون المدينة. دارت معارك عنيفة حول الضواحي. انسحب البشمركة في النهاية إلى وسط السليمانية بعد أن صمدوا أمام هجوم دام عشرة أيام الذي شنه أكثر من 90 ألف جندي عراقي مدعومين بالدبابات والطائرات. كانت الخسائر فادحة في كلا الجانبين. خسر البشمركة، الذين كانوا أقل عددًا من حيث العدد والأسلحة، 6000 من قوتهم الأصلية البالغ عددها 20 ألفًا فقط، وبسبب افتقار الجيش العراقي إلى التدريب التكتيكي، تكبد خسائر فادحة وفقد ما يقرب من 17 ألف جندي.
في 31 مارس، بدأت الهجوم الحكومي على المدينة نفسها. بدأ الهجوم من الغرب وركز على الأحياء المدنية في بختياري ورزجاري. كما تعرض حي أزادي لقصف مكثف وهجمات من طائرات الهليكوبتر. في 1 أبريل، هاجم البشمركة الدبابات العراقية من التلال المطلة على بختياري، ودمروا ربع دبابات الجيش العراقي؛ ولكن بحلول 2 أبريل، دعا البشمركة المدنيين إلى إخلاء المدينة والفرار شمالًا قبل دخول القوات العراقية. في محاولة أخيرة للاحتفاظ بالمدينة، شنت البشمركة هجوم شهيد محمود الانتحاري، الذي قضت فيه على عدة خطوط من جنود المشاة العراقيين، وبحلول نهاية 2 أبريل، نجحت في الاستيلاء على طريق ساناندج. لتجنب الإبادة، تراجع البشمركة المتبقون إلى جبل قنديل. بحلول 3 أبريل، سيطر الجيش على المدينة، التي تحولت إلى مدينة أشباح بعد أن فر جميع المدنيين خوفًا من انتقام الحكومة. وبالتالي، بقيت المدينة سليمة نسبيًا، على الرغم من تعرضها لنهب شديد من قبل الجنود العراقيين.

## الآثار
بعد عودة العديد من الأكراد إلى ديارهم، قررت قوات البشمركة في يوليو مواجهة الجيش العراقي مرة أخرى. في 20 يوليو، شنت قوات البشمركة التابعة للحزب الديمقراطي الكردستاني والاتحاد الوطني الكردستاني هجوماً مشتركاً على مدن أربيل ودهوك والسليمانية. بحلول أكتوبر 1991، تم توقيع اتفاق لوقف إطلاق النار، وتركت الحكومة البشمركة تسيطر على حوالي 16,000 كيلومتر مربع (6,200 ميل مربع) من الأراضي. أصبحت هذه المنطقة دولة كردية فعلية داخل العراق، وحاصرها صدام حسين تمامًا وعزلها عن بقية البلاد. إقليم كردستان العراق تم الاعتراف به رسميًا ككيان فيدرالي ضمن العراق بعد سقوط نظام صدام حسين عام 2003، وذلك من خلال دستور العراق الدائم الذي أقره البرلمان العراقي والشعب العراقي في استفتاء عام 2005 عدنما البرلمان العراقي أقر الدستور الدائم لجمهورية العراق، والذي نص في المادة 117 على أن «يقر هذا الدستور عند نفاذه إقليم كردستان وسلطاته القائمة إقليماً اتحادياً».

## انظر ايضا
- الاحتجاجات الكردية في العراق 2011
- معركة كربلاء (1991)
- حملة الأنفال
- Kurdish Rebellion of 1983
- الاحتجاجات الكردية في محافظة السليمانية 2020[الإنجليزية]